# Asby kyrka
Asby kyrka är en kyrkobyggnad i Asby socken i Ydre kommun. Kyrkan tillhör Norra Ydre församling i Linköpings stift. 

## Kyrkobyggnad
Den nuvarande kyrkans historia är inte helt klarlagd, men sannolikt uppfördes den under 1200-talet med ett murat rektangulärt långhus
och ett smalare kor med absid. Om den ursprungligen uppfördes med sakristia eller om den tillbyggdes på 1400-talet är inte helt klarlagt. På korets södra sida finns även en bevarad ursprunglig kordörr. Kyrkan hade sannolikt öppen takstol, vilket påträffade kalkmålningar, daterade till 1200-tal, på korväggen över valven tyder på. Under 1400-talet försågs långhuset med valv och dekorerades med nya kalkmålningar som anses tillhöra Risingeskolan. Långhuset förlängdes åt väster redan under 1500-talets slut eller under 1600- talets början och kyrkan dekorerades på nytt med kalkmålningar. År 1687 och 1733 uppfördes norra respektive södra korsarmen av timmer. Mellan år 1749-1751 ersattes de medeltida
valven i långhuset med trätunnvalv. I samband med dessa förändringar nedmonterades sannolikt även ett västtorn eller en takryttare, vilken delvis återanvändes bland annat i den befintliga klockstapeln, byggt 1721. Delar av det rivna tornet eller takryttarens träkonstruktion är dendrokronologiskt daterad till 1240-talet. Vid denna tidpunkt ska även ett nytt vapenhus ha uppförts. Under 1800-talet gjordes inga större kända förändringar mer än att de nuvarande fönsteröppningarna tillkom och att korsarmarnas spånbeklädnad ersattes av puts.
En omfattande inre restaurering utfördes år 1900 efter ritningar av arkitekt Agi Lindegren (1858-1927). Asby kyrka försågs med nytt innertak i form av ett tredingstak av trä indelat i kassetter med profilerade bjälkar och kyrkorummet dekorerades med tidstypiska väggmålningar. Kyrkorummet försågs även med ny bänkinredning, ny altarring och läktarbarriär och absiden med ett stort fönster med färgat glas. Vapenhuset från 1700-talets mitt revs och ersattes av ett nytt. Vapenhusets och långhusets golv försågs med mönstrade keramiska plattor, vilka delvis finns kvar i mittgången.
Kyrkorummet präglas numera av de förändringar som skedde 1940, 1957-58 samt 1967, samtliga efter ritningar av Johannes Dahls arkitektfirma i Tranås. Bänkarna från Lindegrens renovering ersattes av slutna kvarter med återanvändning av bevarade gavlar från 1600-talet. Målningarna från år 1900 kalkades över och absidens fönster sattes igen. Golvet utbyttes delvis mot kalkstensplattor. Vid restaureringen 1957 togs romanska kalkmålningar fram i korabsiden. Ytterligare målningsfragment har påträffats ovan valven på korväggen. Vid renoveringen 1967 ansågs vapenhuset från år 1900 vara i för dåligt skick, så det revs och ett nytt uppfördes av tegel.
Kyrkan är ligger i öst-västlig riktning med koret i öster. Kyrkan har ett murat rektangulärt långhus och ett smalare absidförsett kor, korsarmar av reveterat trä, en stensakristia på korets norra sida och ett vapenhus av tegel i väster. De vita fasaderna är slätputsade, med undantag av korsarmarna som är spritputsade med släta omfattningar. Sockeln är av granit. Kyrkan täcks av sadeltak med skivtäckt svartmålad galvaniserad plåt.
Klockstapeln är uppförd i trä och är från 1721
Asby kyrka ligger 2 km söder om sjön Sommens sydligaste vik, Asbyfjärden.
1859 fick kyrkans dåvarande organist Isak Isaksson för att ha utfört sin tjänst i kyrkan i 50 år, kungens medalj i guld 5:e storleken "För medborgerlig förtjänst" i blått band med gula kanter.

## Inventarier
- Dopfunt (1225-1275) av kalksten, vars cuppa och fot finns bevarade. Cuppan är tillverkad av kalksten från Gistad.
- Predikstolen är tillverkad 1749 och har vapensköldar för släkterna Rääf och Drake. Den är möjligen tillverkad av Sven Segervall och eventuellt omgjord av Jonas Berggren
- Kalkmålningarna i kyrkan är från 1200-talet.

### Orgel
- 1752 bygger Jonas Wistenius, Linköping, en orgel med 8 stämmor. Skänkt till kyrkan av Bengt Räf och kostade 2400 daler.[2]

| Manual       | Pedal   |
| Gedackt 8'   | Bihängd |
| Principal 4' |         |
| Gedackt 4'   |         |
| Kvinta 3'    |         |
| Oktava 2'    |         |
| Flöjt 2'     |         |
| Mixtur III   |         |
| Trumpet 8'   |         |
| Tremulant    |         |

- 1887 bygger Erik Nordström en orgel med 8 stämmor.
- Den nuvarande orgeln är byggd 1940 av M J & H Lindegren, Göteborg. Den är pneumatisk och har två fria kombinationer, automatisk pedalväxling och registersvällare. Fasaden är från 1887 års orgel. Orgeln omdisponerades 1959.

| Huvudverk I  | Svällverk II   | Pedal         | Koppel   |
| Principal 8’ | Rörflöjt 8’    | Subbas 16’    | I/P      |
| Gedackt 8’   | Flöjt 4’       | Gedacktbas 8’ | II/P     |
| Oktava 4’    | Principal 2’   | Koralbas 4'   | II/I     |
| Oktava 2’    | Blockflöjt 2’  |               | I 4'/I   |
| Mixtur 4 ch  | Larigot 1 1⁄3' |               | II 16'/I |
| Corno 8’     | Sifflöjt 1'    |               | II 4'/I  |
|              | Krumhorn 8'    |               | II 4'/P  |
|              | Tremulant      |               |          |

## Galleri

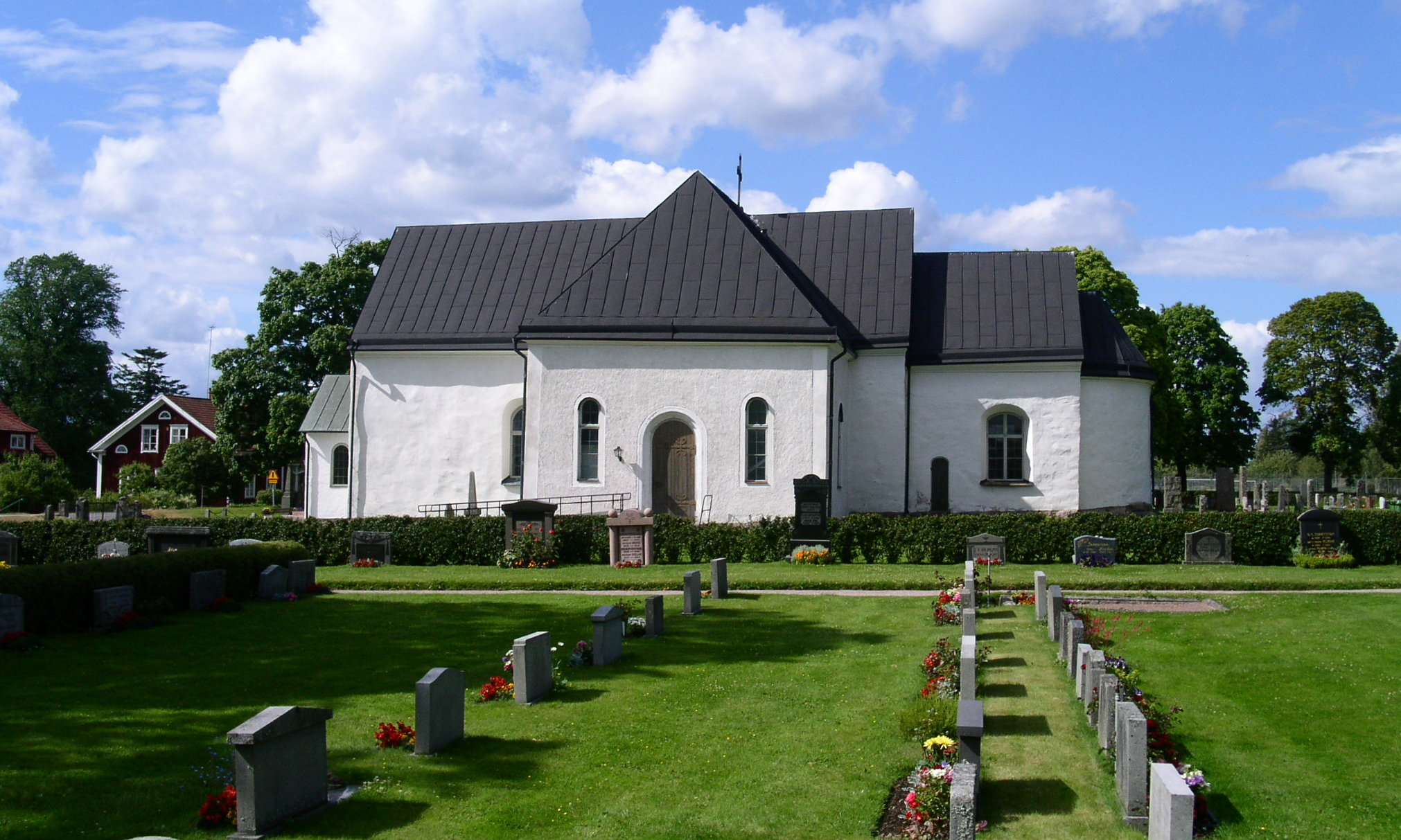
Asby kyrka från söder
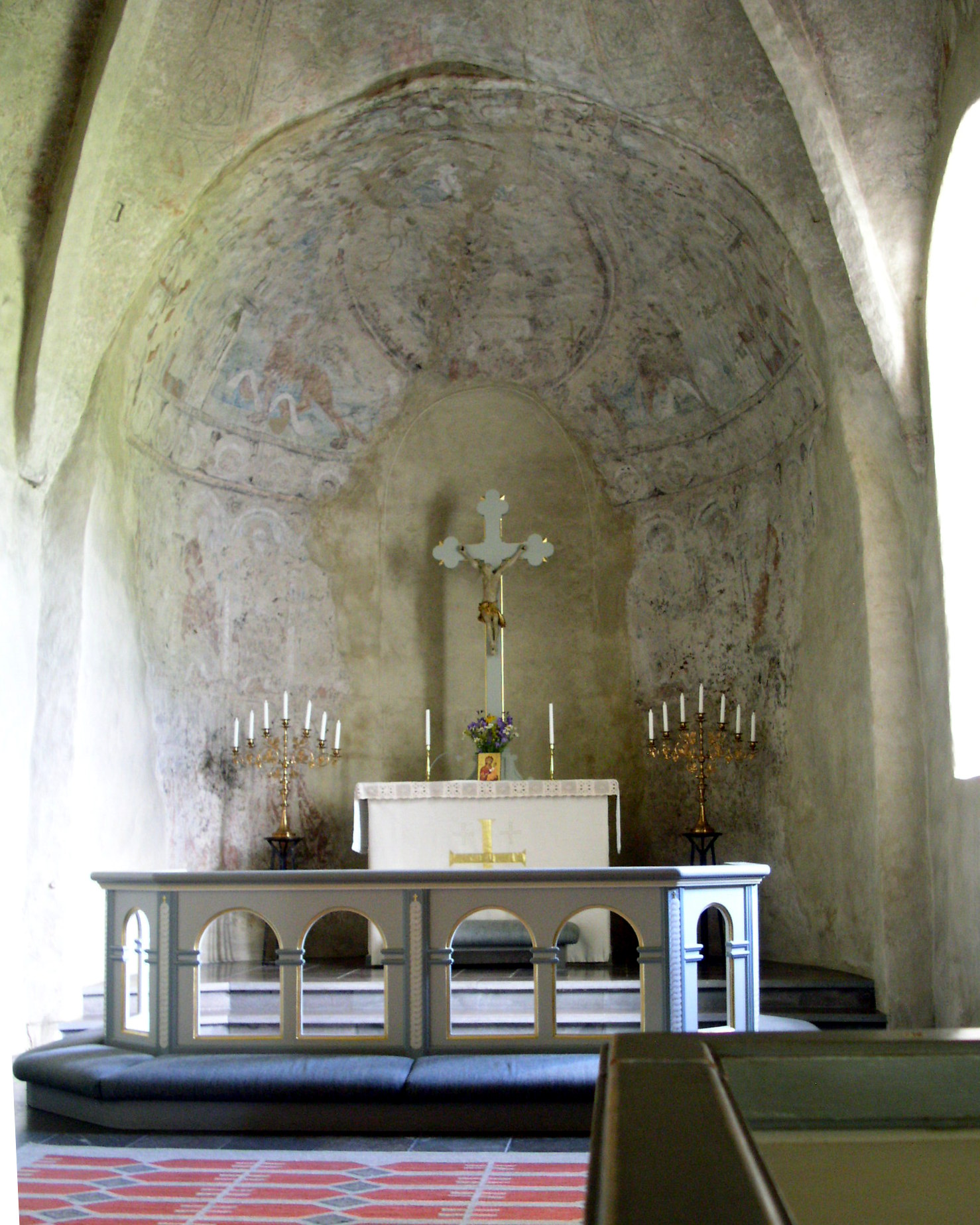
Asby kyrka, kor
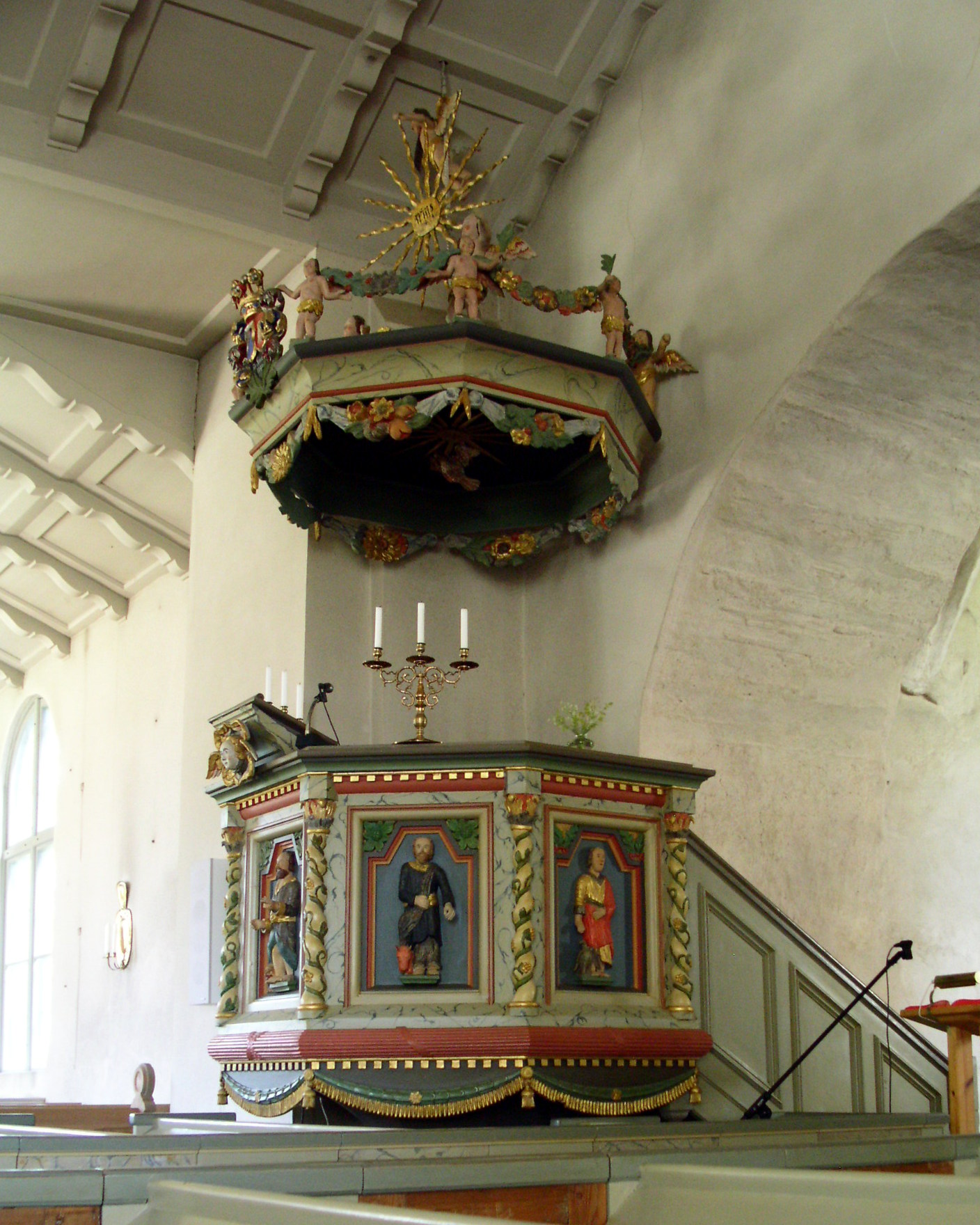
Predikstol
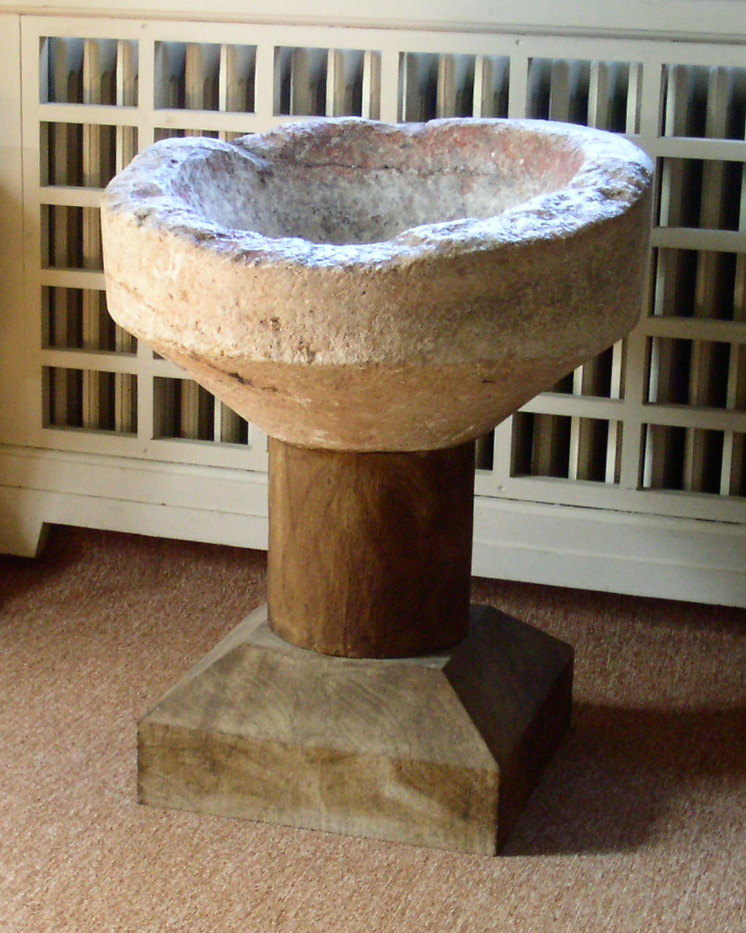
Dopfunt
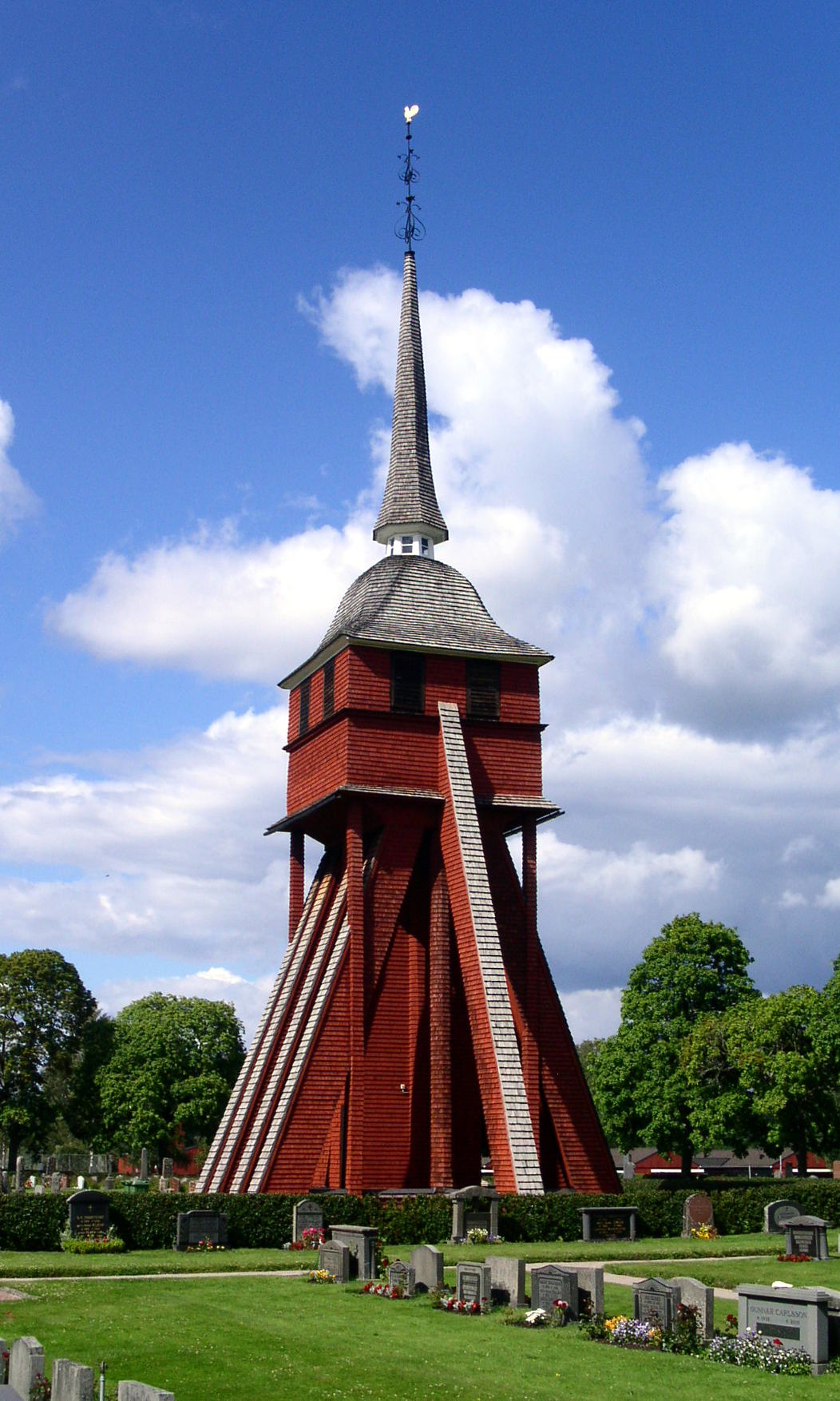
Klockstapel
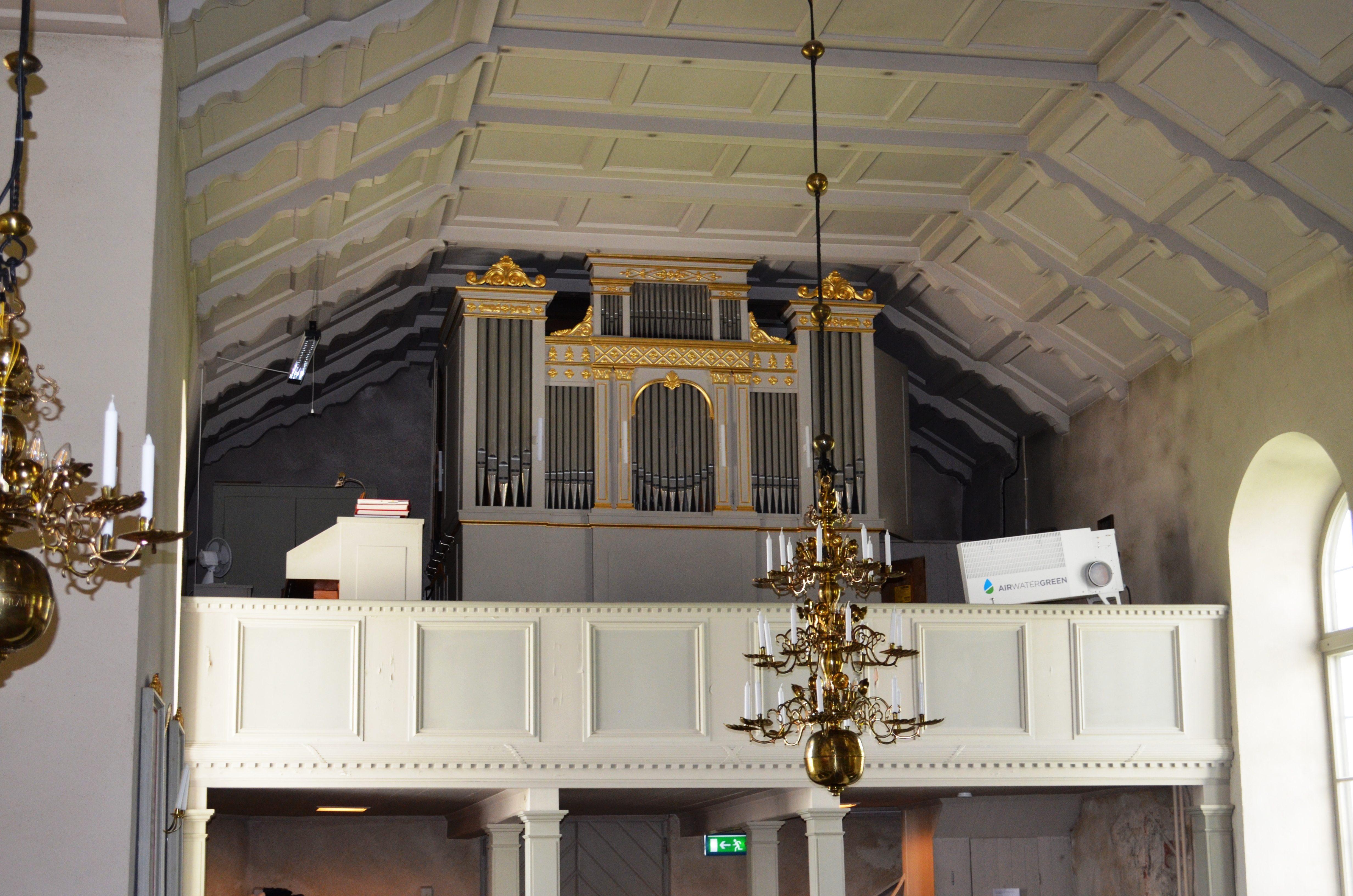
Asby kyrkas orgelläktare